# Маркарян 501
Маркарян 501 (Mrk 501) — галактика, спектр которой простирается до гамма-лучей с крайне высокой энергией. Является блазаром или лацертидой, обладает активным ядром, джет которого направлен в сторону Земли.
В области гамма-лучей высочайшей энергии, при энергии фотонов выше 1011 эВ (0,1 ТэВ), галактика является ярчайшим объектом на небе. Красное смещение объекта равно z = 0,034.
Галактика была исследована и занесена в каталог Вениамином Маркаряном в 1974 году. Впервые на то, что галактика излучает гамма-лучи высокой энергии, указал в 1996 году Джон Куинн в Обсерватории имени Уиппла.

## Галактика
Эллиптическая галактика, расположена в созвездии Геркулеса и обладает прямым восхождением 16h 53.9m и склонением +39° 45'. Видимые размеры составляют 1.2 × 1 угловую минуту.

## Гамма-излучение
Гамма-излучение от Mrk 501 сильно переменно, при этом возникают  Гамма-спектр Mrk 501 обладает двумя горбами. Один из них расположен ниже 1 кэВ в области рентгеновских лучей, другой обладает энергией более 1 ТэВ. В течение вспышек и выбросов пики излучения возрастают по мощности и частоте. Вспышки продолжаются 20 минут, подъём занимает 1 минуту, это было измерено телескопом MAGIC. При вспышках гамма-излучение с высокой энергией (около 1.2 ТэВ) запаздывает на 4 минуты по сравнению с излучением энергии 0,25 ТэВ. Эта задержка приводит к возникновению различных теорий, включая теорию квантовой пены. Квантовая пена создавала бы вариации скорости света для гамма-лучей высокой энергии и радиоволн низкой энергии. Такие вариации противоречили бы лоренцову инварианту, но могут давать подсказку для теории Великого объединения. Тем не менее, наблюдения доктора Флойда Стекера из NASA, касающиеся галактик Mrk 501 и Mrk 421, показали, что лоренц-инвариантность не нарушается. Галактика также является переменной, её видимая звёздная величина меняется от 14,5 до 13,6.
В течение наблюдений были обнаружены вспышки со средним темпом 1 вспышка за 7 минут. Космические лучи (фермионные или массивные космические лучи, а не фотоны) были исключены из-за формы и размеров вспышек, в гамма-лучах они небольшие и имеют эллиптическую форму. Поток фотонов с энергией более 300 ГэВ в этой точке на небе в 1995 году составляет  8.1±1.5 x 10−12см−2с−1.

## Чёрная дыра
Блазары, вероятно, возникают вследствие падения вещества на чёрную дыру, возможно, на двойную чёрную дыру. Дисперсия скоростей (максимальная разность скоростей к или от Земли), наблюдаемая в галактике, составляет 372 км/с, что соответствует массе чёрной дыры (0,9 — 3,4) × 109 M⊙. Однако измеренная дисперсия скоростей по данным других исследований равна 291 или 270 км/с, поэтому центральная масса может быть меньше. Переменность с периодом 23 дня может означать, что вокруг центральной чёрной дыры может обращаться некоторый объект.

## Джет
При помощи интерферометрии со сверхдлинными базами можно наблюдать детали распределения излучения с точностью миллисекунд дуги. Очень яркий центральный источник называют ядром. Из ядра выделяется сверхскоростной сгусток плазмы в виде узкого конуса, так называемая релятивистская струя. Спустя расстояние 30 миллисекунд дуги струя, имеющая общую длину 300 пк, делает поворот на 90° и становится веерообразной. Внутренний джет до излома обладает яркими краями или яркой структурой на лимбе шириной менее 10 мсд. Обычно релятивистские струи газа выбрасываются в двух противоположных направлениях. Наблюдается джет, направленный в сторону Земли. Также есть джет, направленный от Земли. Этот джет слабее главного примерно в 1250 раз, в радиоволнах он не виден. Это должно означать, что джет является релятивистским при значении лоренц-фактора около 15 (плазма движется со скоростью около 99,8% скорости света) при угле от 15° до 25° относительно луча зрения. На частоте 408 МГц  уровень мощности составляет 1,81 Ян, хотя эта величина переменна. За пределами 10 кпк от центра противоположный джет становится видимым, то есть джеты становятся нерелятивистскими; значит, плазма перестаёт двигаться со скоростью, близкой к скорости света. Симметричное радиоизлучение простирается до расстояния 70", что соответствует расстоянию от 120 до 200 кпк.

## Данные каталогов
Первичными обозначениями были 4C 39.49 и B2 1652+39,
Уппсальский общий каталог галактик указывает галактику как UGC 10599.
Другие обозначения: B1652+39 или 1H1652+398 или TeV J1653+397.